# 徐振忠
徐振忠（1936年—），上海崇明人，中国人民解放军将领、中国人民解放军海军中将。 

## 生平
曾任潜艇艇长、海军潜艇支队支队长、海军驱逐舰支队支队长、海军副参谋长、海军榆林基地副司令员、南海舰队副司令员。
1995年，授予中国人民解放军海军中将，曾任海军副司令员。 